# Principat d'Aul
Aul fou un principat de l'Índia a Orissa al nord-oest de Cuttack. estava format per tres parganes (Utihar, Kutavsahi i Dera-Barimul) amb una superfície de 347 km² amb límit als rius Brahmani i Kharosota. El terreny era pla i subjecte a inundacions i s'havien construït dics per protegir el territori.

## Història
El principat fou regit pels descendents de Raja Tailanga Mukunda Dev, príncep Chalukya que fou el darrer rei independent d'Orissa (1551-1567). Fou atacat per l'afganès que governava Bengala pels mogols i va morir en batalla; llavors el tron fou usurpat pel seu ministre Janrdhan Vidhaydhar i va seguir un període d'anarquia de 21 anys durant els quals dos reis van governar però van morir finalment en combat. Janrdhan Vidhaydhar va aconseguir deixar al tron al seu fill amb el títol de Gajapati Ram Chandra Dev fundant la dinastia Bhoi de Khurda i Puri. Els dos fills de Raja Tailanga Mukunda Dev anomenats Tailanga Ram Chandra Dev i Chakkari Bhrambara van atacar Khurda però no van poder recuperar el tron. Es van acostar a l'emperador Akbar el Gran demanant ajut i Akbar va enviar a Raja Todar Mal i Raja Man Singh per arranjar la situació.
Orissa fou dividida (vers 1590) entre la dinastia Bhoi, representada per Gajpati Ram Chandra Deb que governaria 129 killes (killa) d'Orissa (les killes que formaven els estats de Khurda i Puri), i Tailanga Ram Chandra Dev, que va rebre Aul amb 23 killes i 42 zamindaris. Chhakri Bhramarbara, segon fill de Tailanga Mukunda Dev va rebre el fort de Sarangarh i el zamindari de Patia. El 1582 el regne d'Aul estava format per 23 killes i 42 zamindaris; les killes eren Kanika, Ryonta, Kujang, Kokilodeep, Harishpur, Marichpur, Bishnupur, Jamukera, Cheedra, Darpani, Dholtang, Daljoda, Chatra, Amjera, Balrampur, Alamgiri, Lalitagiri, Kalupara, Bhunia-Bhadrak, Noudih, Barmatree, Alumpeda i Kaljang. Ram Chandra Dev va derrotar els zamindars locals i va conquerir Basu Kalapataru, va derrotar a Jogi Raja de Dera Bisi prop de Kendrapara i va ocupar el seu país donant el poder a un math. Raja Gopinath Dev I va equipar una flota de 200 vaixells amb la que va comerciar amb Bombai, Birmània, Borneo, Java i Sumatra en competència amb les naus europees. Raja Nilakhanta Dev II va construir diverses temples i va introduir al país les castes superiors a les que va donar terres. Sota Raja Gopinath Dev els marathes van envair el país; el seu successor Raja Ram Khrishna Dev va rebre l'autoritat per sanad dels marathes de Nagpur i el títol personal de maharaja.
El 1803 Orissa fou conquerida pels britànics i pel tractat de Deogaon la dinastia d'Aul va esdevenir tributària i va haver de pagar un peshkash de 28.359 rúpies; va ajudar al general Harcourt a la batalla de Kendrapara el desembre de 1803. Raja Pratap Rudra Dev fou addicte a l'opi i es va tornar boig; Aul va perdre territoris usurpats pels britànics i l'estat fou administrat per aquestos. Sota Raja Padmanabh Dev, Orissa fou afectada per una gram fam especialment el 1866; va morir el 1888 i el va succeir el seu fill Raja Jadunath Dev, període en el qual el districte de Cuttack fou reorganitzat; va construir temples i va establir una nova deïtat anomenada Jadukulo Chandra Jew; va morir el 1900 i el va succeir el seu fill Raja Pitamber Dev (un altre germà va arribar al tron a Kanika per adopció). Va morir el 1905 d'accident causat per una inundació en una turmenta i el va succeir el seu germà Raja Sundar Dev que va poder recuperar antics territoris usurpats pels britànics, mitjançant compres i permutes (Harishpur, Marichpur, Bishnupur i Alamgiri); fou un gran entrenador d'animals salvatges i va fundar el circ Aul. Als darrers anys va donar suport als revolucionaris indis i especialment a Chandra Bose, i fou pioner per la formació d'una província d'Orissa separada. Va morir el 1946 i el va succeir Raja Chadra Bhanu Dev que va accedir a l'Índia.

## Llista de governants
- Tailanga Ram Chandra Deb 1590- ?
- Raja Nilakhanta Dev I
- Raja Balabhadra Dev
- Raja Trilochan Dev
- Raja Gopinath Dev I
- Raja Kishori Dev
- Raja Nilakhanta Dev II
- Raja Gopinath Dev II, vers 1747
- Raja Ram Khrishna Dev vers 1803
- Raja Pratap Rudra Dev ?-1847
- Raja Padmanabh Dev 1847-1888
- Raja Jadunath Dev 1888-1900
- Raja Pitamber Dev 1900-1905
- Raja Sundar Dev 1905-1946
- Raja Chadra Bhanu Dev 1946-1949

## Referència
- Genealogia per Henry Soszynski Arxivat 2010-07-19 a Wayback Machine.